# (274020) Skywalker
(274020) Skywalker ist ein Asteroid des äußeren Hauptgürtels, der am 12. September 2007 von den Amateurastronomen Stefan Karge und Erwin Schwab entdeckt wurde. Die Entdeckung erfolgte von der Hans-Ludwig-Neumann-Sternwarte (IAU-Code B01) auf dem Kleinen Feldberg im Taunus aus.
Am 5. März 2015 wurde von der Internationalen Astronomischen Union die Benennung des Asteroiden bestätigt. Skywalker ist in den fiktionalen Star Wars Filmen der Familienname von Anakin Skywalker und seinem Sohn Luke Skywalker. Die deutsche Übersetzung „Himmelswanderer“ soll laut dem Entdecker Erwin Schwab zudem an die Bezeichnung Wandelgestirne erinnern, dem Sammelbegriff für wandelnde Himmelskörper, wie Planeten und Asteroiden, im Gegensatz zu Fixsternen.
Der Asteroid hat einen Durchmesser von ungefähr 2,5 Kilometern.